# سیارک ۱۰۲۶۶

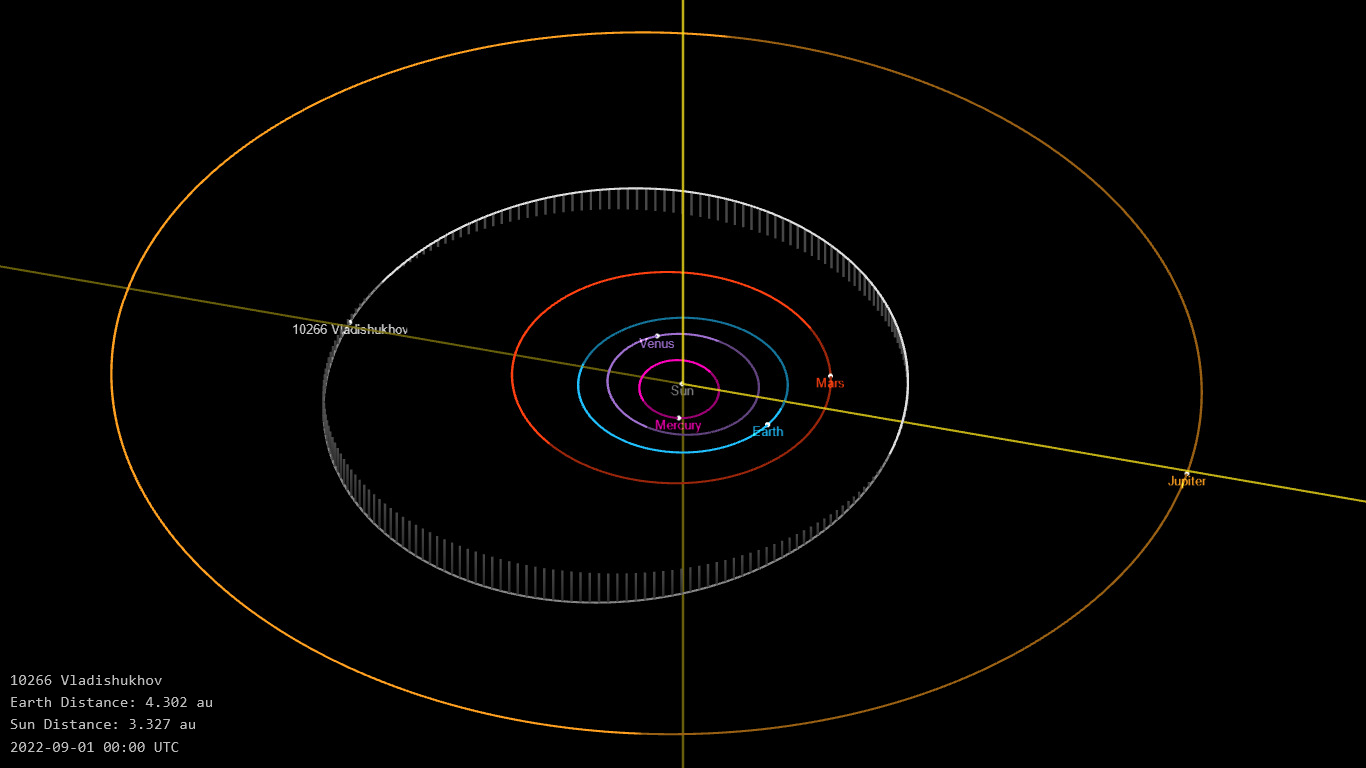
تصویری ثبت شده از سیاره۱۰۲۶۶

سیارک ۱۰۲۶۶ (به انگلیسی: 10266 Vladishukhov، نامگذاری:1978SA7) ده هزار و دویست و شصت و ششمین سیارک کشف شده‌است که در ۲۶ سپتامبر ۱۹۷۸ کشف شد.
قدر مطلق سیارک برابر ۲۵٫۷ است.